# Henk Schoenmaker
Hendricus Machiel Cornelis (Henk) Schoenmaker (Amsterdam, 19 februari 1914 - Waalsdorpervlakte, 24 januari 1942) was een Nederlandse verzetsstrijder tijdens de Tweede Wereldoorlog.
Henk Schoenmaker was marconist te Heemstede en was lid van de Groep ECH/3 waarvan ook Johannes Klingen, Adrianus van Amerongen, Hans Bierhuijs en Willem Zietse deel uitmaakten.
Hij werd op 6 mei 1941 gearresteerd, toen hij met marineofficier Willem Zietse de oversteek wilde maken naar Engeland met belangrijke informatie voor de minister-president en met een coderingssysteem voor het radiocontact.
De verzetsgroep ECH3 waar Henk deel van uitmaakte werd verraden door de beruchte dubbelspion Anton van der Waals.
Schoenmaker werd in eerste instantie tot 6 jaar tuchthuisstraf veroordeeld, later alsnog tot de doodstraf.
Op 24 januari 1942 werd Schoenmaker samen met Broeder Josef gefusilleerd op de Waalsdorpervlakte.